# NGC 992
NGC 992 (również PGC 9938 lub UGC 2103) – galaktyka spiralna (Sc), znajdująca się w gwiazdozbiorze Barana. Odkrył ją Lewis A. Swift 6 września 1886 roku.